# Brian Kemp
Brian Kemp (* 2. listopadu 1963 Athény, Georgie) je americký podnikatel, politik a příslušník Republikánské strany. Od ledna 2019 je 83. guvernérem státu Georgie. V minulosti působil také jako státní tajemník a člen senátu Georgie.

## Kariéra
Narodil se v Athénách v Georgii do prominentní rodiny s politickým vlivem. V mládí vystudoval obor zemědělství na univerzitě v Georgii a stal se developerem.
V politice debutoval poté, co byl v roce 2003 zvolen senátorem státu Georgie. V roce 2010 si jej guvernér Sonny Perdue vybral za svého státního tajemníka. Ve volbách na guvernéra Georgie v roce 2018 zvítězil nad Stacey Abramsovou z Demokratické strany a v následujícím roce se ujal úřadu.
Po prezidentských volbách v roce 2020 si od tehdejšího prezidenta Donalda Trumpa vysloužil neoprávněnou kritiku poté, co v Georgii stvrdil výsledky voleb, které Donald Trump prohrál.

## Kontroverze
V době, kdy byl státním tajemníkem, byl kritizován za to, že v roce 2015 došlo k narušení osobních údajů více než šesti milionů voličů, jenž byly poskytnuty dvanácti organizacím. Během voleb v roce 2016 byl jediným státním úředníkem, který odmítl pomoc ministerstva vnitřní bezpečnosti při ochraně před ruským vměšováním. Byl také kritizován obhájci hlasovacích práv za to, že během svého funkčního období odstranil 1,4 milionu neaktivních voličů ze seznamů voličů. Jen v roce 2017 to bylo 668 tisíc.
V roce 2018 byl kandidátem na guvernéra, kde se utkal s demokratickou kandidátkou Stacey Abramsovou. Několik týdnů před volbami byl opět kritizován za pozastavení 53 tisíc žádostí o registraci voličů, přičemž 70 % těchto žadatelů byli Afroameričané. Během volební kampaně na guvernéra odmítl rezignovat na funkci státního tajemníka, což vyvolalo kontroverze a obvinění ze zneužití moci. Po guvernérských volbách 6. listopad u byl vyhlášen vítězem s 50,2 % hlasů. Z funkce státního tajemníka odstoupil 8. listopadu s tím, že se stane guvernérem. Abramsová ukončila svou kampaň 16. listopadu, ale nadále odmítala uznat výsledky voleb a Kempa obviňovala z potlačování práv voličů.
V roce 2021 podepsal kontroverzní zákon, který mění v Georgii pravidla pro hlasující ve volbách, umenšuje jejich práva, zpřísňuje státní kontrolu, odnímá pravomoce místním úředníkům a omezuje možnost volit na dálku.

### Volební kampaň 2022
V kampaní za znovuzvolení proti němu agresivně vystupoval bývalý prezident Donald Trump, který o něm prohlásil: „Brian Kemp je přeběhlík, je to zbabělec, je to úplná a totální katastrofa.“ Trump podporoval Kempova konkurenta z republikánské strany, bývalého senátora Davida Perduea. Naopak Trumpův viceprezident Mike Pence aktivně podporoval kampaň za Kempovo znovuzvolení. Chování Trumpa bylo vnímáno jako pomsta za to, že když v Georgii v roce 2020 těsně prohrál volby s Joem Bidenem, zdejší republikáni v čele Kampem odmítli Trumpova nepodložená tvrzení o podvodech při hlasování. V primárních volbách ovšem Kemp svého soupeře i přes Trumpovu podporu drtivě porazil, když získal podporo téměř 74 % hlasujících, zatímco David Perdue získal jenom necelých 22 % hlasů. V listopadu 2022 se tedy ve volbách opět jako v roce 2018 utká Kemp demokratickou kandidátkou Stacy Abramsovou.